# Udo Mark

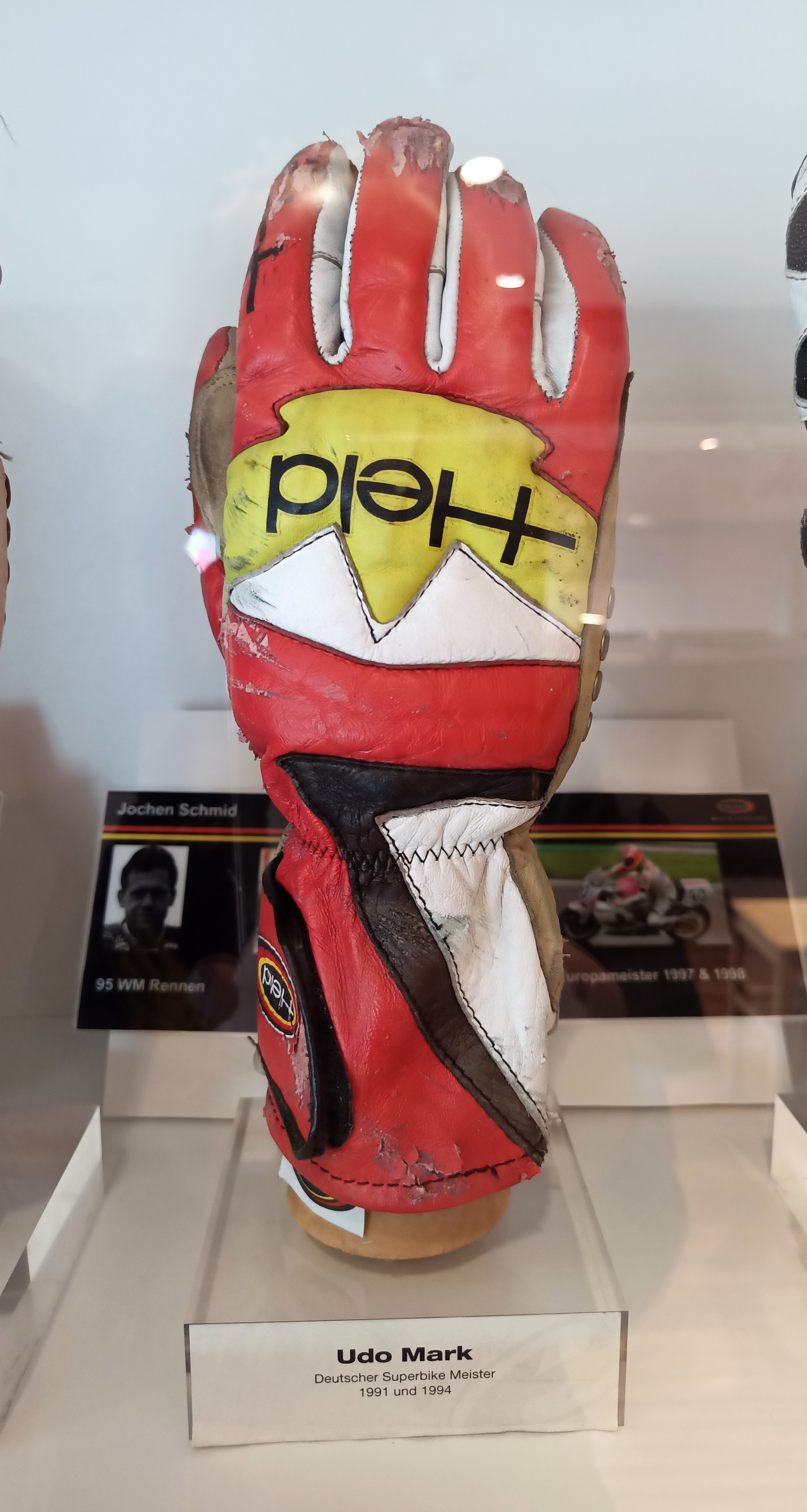
Motorradhandschuh von Udo Mark im Museum der Firma Held GmbH

Udo Mark (* 20. September 1963 in Furtwangen im Schwarzwald) ist ein ehemaliger deutscher Motorradrennfahrer.

## Werdegang
Udo Mark begann seine Motorsportkarriere 1985 im Yamaha-Castrol-Cup, den er 1986 als Gesamtzweiter hinter Sönke Huusmann abschloss. Danach stieg er in die Superbike-Klasse der Deutschen Motorrad-Straßenmeisterschaft auf und avancierte dort schnell zum Spitzenfahrer. In der Saison 1988 wurde Mark Vertragsfahrer im Mitsui Racing Team des deutschen Yamaha-Importeurs, wo er an der Seite von Michael Galinski eine OW 01 pilotierte. Er schloss die Saison als Zweiter hinter dem Schweizer Andreas Hofmann (Honda) ab und wurde parallel zum Engagement in der Deutschen Meisterschaft vereinzelt in der Superbike-Weltmeisterschaft eingesetzt. Dort errang Mark 1990 insgesamt 39 Punkten und wurde 17. der Gesamtwertung.
In der Saison 1991 – der erfolgreichsten seiner Laufbahn – trat Udo Mark wegen seiner Vorjahresplatzierung mit der Startnummer 17 sowohl in der Superbike-WM als auch in der neu aufgestellten und nunmehr professionelleren Superbike-Klasse der Deutschen Meisterschaft, die erstmals unter dem Markennamen Pro Superbike auftrat. Mark gewann zehn der 14 Läufe zur nationalen Meisterschaft und wurde souverän Deutscher Superbike-Meister. Die WM-Saison 1991 beendete er im Mitsui-Yamaha-Team als Elfter mit Rang fünf im zweiten Rennen in Hockenheim als bestem Einzelresultat.
An die internationalen Erfolge der Saison 1991 konnte Mark in den Folgejahren nicht anknüpfen. 1992 sammelte er nur vier WM-Punkte und wurde Gesamt-54. In der Superbike-Klasse der Europameisterschaft wurde er nach Rang 17 im Vorjahr 18. 1993 errang Mark fünf WM-Zähler und somit WM-Rang 51 sowie den dritten Platz in der Gesamtwertung der Pro-Superbike-Meisterschaft.
Zur Saison 1994 wechselte Udo Mark ins Lortz-Team und ging auf einer Ducati an den Start. Die Umstellung von einer Vier- auf eine Zweizylindermaschine bereitete ihm keine Probleme: er gewann seinen zweiten Pro-Superbike-Titel und bezwang dabei den Meister der vorangegangenen beiden Jahre, Edwin Weibel, der im werksunterstützten Team DNL Ducati Corse ebenfalls auf einer Ducati 888 angetreten war. In der Superbike-WM erreichte er acht Punkte und WM-Rang 40. Aus der Saison 1994 datieren auch Marks einziger Auftritte in der 500-cm³-Klasse der Motorrad-Weltmeisterschaft. Am 12. Juni 1994 pilotierte er beim Großen Preis von Deutschland auf dem Hockenheimring im Sachsen Racing Team neben Lothar Neukirchner eine Harris-Yamaha und fiel wegen eines Sturzes aus. In weiteren Saisonverlauf bestritt er beim Großen Preis von Frankreich in Le Mans und beim Großen Preis von Großbritannien in Donington Park im ROC-Team auf einer ROC-Yamaha zwei weitere Grands Prix und wurde dabei 14. bzw. 17.
1995 gewann Udo Mark auf einer Kawasaki des Rubatto-Lortz-Racing-Teams die erstmals ausgetragene Thunderbike Trophy, die mit 600er-Viertaktern im Rahmenprogramm der Motorrad-Weltmeisterschaft ausgetragen wurde. In der Saison 1997 gewann er auf Suzuki die Superbike-Klasse der Europameisterschaft.
Nach Ende seiner aktiven Laufbahn arbeitete Mark u. a. als Teamchef und gewann in dieser Funktion mit dem Team Alpha Technik Yamaha in der Saison 2000 in der Supersport-Weltmeisterschaft mit Jörg Teuchert den Fahrerweltmeistertitel und mit Yamaha den Konstrukteursweltmeistertitel. Zweiter Fahrer im Team war Christian Kellner. Anfang der 2000er-Jahre betreute Mark mit seiner agentur 17 für kurze Zeit die Deutsche Motorrad-Straßenmeisterschaft (IDM) als Serienmanager. Später managte er die Mini Challenge und war im Marketing von BMW Motorrad tätig. Seit der Trennung von BMW im Jahr 2017 ist Mark wieder hauptamtlich in seiner Event-Agentur tätig.

## Statistik

### Erfolge
- 1991 – Deutscher Superbike-Meister auf Yamaha
- 1994 – Deutscher Superbike-Meister auf Ducati
- 1995 – Meister der Thunderbike Trophy auf Kawasaki
- 1997 – Superbike-Europameister auf Suzuki

### In der Motorrad-Weltmeisterschaft
| Saison | Klasse  | Team                           | Motorrad                   | Rennen | Siege | Zweiter | Dritter | Poles | Schn. Runden | Punkte | Ergebnis |
| ------ | ------- | ------------------------------ | -------------------------- | ------ | ----- | ------- | ------- | ----- | ------------ | ------ | -------- |
| 1994   | 500 cm³ | Sachsen Racing Team / Team ROC | Harris-Yamaha / ROC-Yamaha | 3      | –     | –       | –       | –     | –            | 2      | 30.      |
| Gesamt | Gesamt  | Gesamt                         | Gesamt                     | 3      | 0     | 0       | 0       | 0     | 0            | 2      |          |

### In der Superbike-Weltmeisterschaft
| Saison | Team                      | Motorrad | Rennen | Siege | Zweiter | Dritter | Poles | Schn. Runden | Punkte | Ergebnis |
| ------ | ------------------------- | -------- | ------ | ----- | ------- | ------- | ----- | ------------ | ------ | -------- |
| 1988   | Mitsui Yamaha Racing Team | Bimota   | 7      | –     | –       | –       | –     | –            | 2,5    | 54.      |
| 1989   | Zweirad Gaeckle           | Yamaha   | 2      | –     | –       | –       | –     | –            | 3      | 75.      |
| 1990   | Mitsui Yamaha Racing      | Yamaha   | 10     | –     | –       | –       | –     | –            | 39     | 17.      |
| 1991   | Mitsui Yamaha Racing Team | Yamaha   | 12     | –     | –       | –       | –     | –            | 68     | 11.      |
| 1992   | Mitsui Yamaha Racing Team | Yamaha   | 13     | –     | –       | –       | –     | –            | 4      | 62.      |
| 1993   | Mitsui Yamaha Racing Team | Yamaha   | 11     | –     | –       | –       | –     | –            | 5      | 53.      |
| 1994   | Peter Lortz Racing        | Ducati   | 4      | –     | –       | –       | –     | –            | 8      | 41.      |
| 1996   | Yamaha Aral Racing        | Yamaha   | 2      | –     | –       | –       | –     | –            | 4      | 42.      |
| 1997   | Team Suzuki Deutschland   | Suzuki   | 11     | –     | –       | –       | –     | –            | 0      | –        |
| 1998   | Suzuki Deutschland        | Suzuki   | 5      | –     | –       | –       | –     | –            | 13     | 25.      |
| Gesamt | Gesamt                    | Gesamt   | 77     | 0     | 0       | 0       | 0     | 0            | 146,5  |          |